# 安达曼群岛

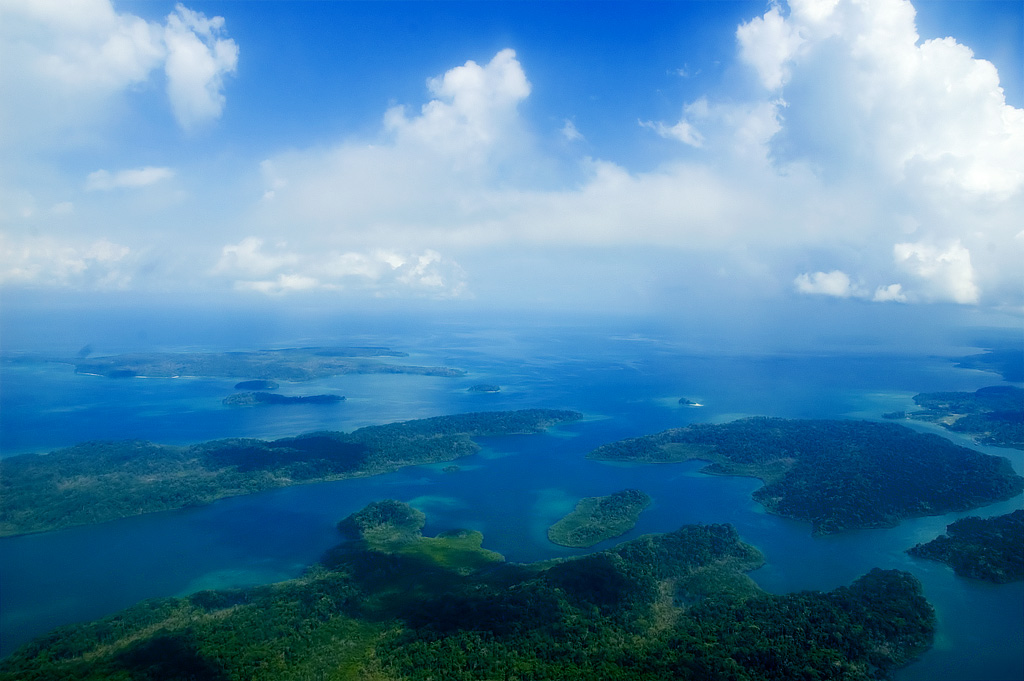
安達曼群島鳥瞰

安達曼-尼科巴群島和額外詳細的布萊爾港周圍地圖

安达曼群岛（英語：Andaman Islands）是印度洋北部的群岛，位于孟加拉湾和安达曼海交界处，北距缅甸本土197公里，南距印度尼西亚苏门答腊岛547公里。该群岛由576个岛屿组成，总面积6408平方公里，人口343,125人（2011年），最大城市为布莱尔港。主要島嶼有北安達曼島、中安達曼島、南安達曼島、小安達曼島等。目前该群岛的大部分与较南的尼科巴群岛同属印度的安达曼-尼科巴群岛中央直辖区，只有北部的少数岛屿（科科群岛）属缅甸。

## 歷史
「安达曼」（Andaman）这个名字来自Handuman，是马来语对印度猴神哈奴曼的称谓。
宋人趙汝適《諸蕃志》中稱之「晏陀蠻國」，而義淨《大唐西域求法高僧傳》所謂的「倮人國」則是南邊的尼科巴群島，兩者不同。前者有「食人」之俗，外人不敢靠岸，而後者會與外人貿易。
安达曼群岛的原住民为矮黑人安達曼人，1789年东印度公司海军的孟买海军陆战队中尉布莱尔（Archibald Blair）来此访问，1789年被英国占领，长期为流放英属印度各族政治犯的场所，此后有不少印度人迁入。群岛上的第一个欧洲人聚落在位于南安达曼岛东海岸的布莱尔港，现为中央直辖区首府。二戰時群島被日軍占領，並成立自由印度政權，並扶植錢德拉·鮑斯為最高指揮官，印度独立后继承了这個群島。

## 地理
安达曼群岛北隔普雷帕里斯海峡与亞洲大陆相距约220公里。南隔十度海峡遥接尼科巴群岛，共有204个岛屿，以北、中、南小安达曼岛为主，有些岛屿无常住人口。群島面积6461平方公里，其中北安達曼島位於孟加拉灣與安達曼海之間，面積1375.99平方公里，最高峰萨德尔（Saddle）峰达737米（2418呎），主要城鎮為迪格里普爾。中安達曼島面積1,535平方公里，最高點海拔高度512米。南安達曼島面積1,347平方公里，最高點海拔高度456米。小安達曼島面積734平方公里，最高點海拔高度183米。群島多火山与丘陵，从北往南平行排列一系列穹窿形丘陵地带。平地很少，仅限于少数谷地如比丹普尔（Bitampur）和迪格里普尔（Diglipur）。群岛由第三纪砂岩、石灰岩及页岩构成，流水切割很深。岩石表面覆被著茂密的森林，森林占总面积86%，北安达曼岛北部有大片红树林沼泽。群岛呈长串形，自北而南排列，长467公里。港湾曲折，水道纷歧。全年湿热，年降水2000毫米以上，但常年有水的河流很少，供水困难。布莱尔港是南安达曼岛东部的深水海港，也是安达曼-尼科巴群岛中央直辖区首府。地处孟加拉湾与安达曼海之间，战略地位重要。始建于1789年。输出木材、贝壳、椰子、椰仁、橡胶和槟榔。工业有木材加工（一部分为火柴梗）、轮船机械和修造等厂。距加尔各答1255公里，距马德拉斯1190公里。有定期轮船航行各岛和来往于印度之间。与加尔各答有航空联系。

## 原住民
安達曼人是安達曼群島的原住民，语言为安達曼語系。安達曼人目前主要分為四個部落，分別為大安達曼人、加洛瓦人、翁奇人和桑提內爾人。居處制度採行兩可制，婚姻實施交表婚及一夫一妻制，家庭內部實行雙邊繼嗣。經濟生產方式為打獵和採集。安達曼人相信泛靈信仰，主要的儀式包括成年禮及葬禮。「安達曼」（Andaman）的名稱源自於印度的猴神「哈奴曼」（Hanuman）。安達曼人的體型較一般人類來的矮小，被認為是因島嶼資源不足所導致的島嶼侏儒化現象。
宋人趙汝適《諸蕃志》「海上雜國」條，稱「晏陀蠻國，自藍無里去細蘭國，如風不順，飄至一所，地名晏陀蠻，海中有一大嶼，內有兩山，一大一小，其小山全無人煙，其大山周圍七十里。山中之人身如黑漆，能生食人，船人不敢艤岸。山內無寸鐵，皆以硨磲蚌殼磨銛為刄。」
《瀛涯勝覽》錫蘭條稱之為「桉篤蠻」，指「自帽山南放洋，好風向東北行三日，見翠藍山在海中，其山三四座，惟一山最高大，番名桉篤蠻山」，又指島上的人「巢居穴處，男女赤體，皆無寸絲，如獸畜之形。土不出米，惟食山芋、波羅蜜、芭蕉子之類，或海中捕魚蝦而食。」

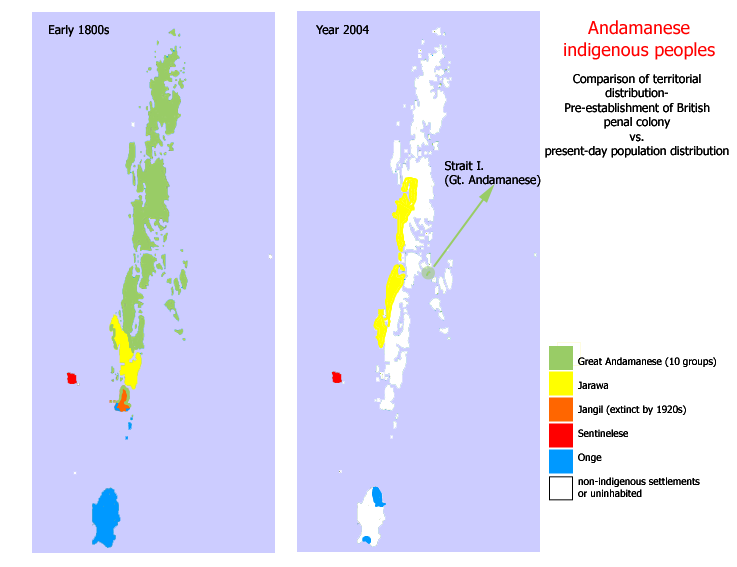
安達曼人各族群從1800年到2004年的變化